# Scott Smith
Joseph Scott Smith (21 de outubro de 1948 - 4 de fevereiro de 1995) foi um ativista dos direitos LGBT, mais conhecido por sua ligação com Harvey Milk. 
Trabalhou como organizador, criador e gerente das campanhas de Milk entre 1973 e 1976 e o apoiou após assumir o mandato. Organizou o boicote à cerveja Coors, colocando então Milk à frente. Foi o executor do testamento e da última vontade de Milk
Faleceu devido a uma pneumonia causada pela AIDS, aos 46 anos.
No filme Milk, de 2008, foi interpretado por James Franco.